# جسیکا سابوگال
جسیکا سابوگال (متولد ۱۹۸۷) یک نقاش دیواری کلمبیایی-آمریکایی عجیب و غریب و هنرمند رنگ اسپری استنسیل است که در حال حاضر در منطقه خلیج فعال است. او بیشتر به خاطر کمپین تصویری «زنان عالی هستند!»  که به عنوان یک هنرمند در محل اقامتش در سال ۲۰۱۴ در گاریا رضا ایجاد کرد و در حال حاضر در کمپین هنری عمومی «ما مردم» که با همکاری شپرد فیری ایجاد شده‌است فعال است.

## زندگی و جدول زمانی
جسیکا سابوگال برنده جایزه تماشای زنان کی. کیوایی. دی در سال ۲۰۱۶ شد. سال بعد، اثر هنری او «زنان عالی هستند» تصویر راهپیمایی زنان در واشینگتن در سال ۲۰۱۷ بود.
سابوگال راه را برای هنرمندان زن هموار می‌کند، نه تنها از طریق شناخت خود، بلکه با دراز کردن دست و گنجاندن آنها در پروژه‌های خود. سابوگال در مصاحبه‌ای با عنوان جسیکا سابوگال" بیان می کند که در حوزه هنری تحت سلطه مردانه کار می‌کند و دوست دارد تا زمانی که بتواند به داوطلبان زن آموزش دهد. سابوگال در طول این مصاحبه روی قطعه ای به نام عدالت برای همه زنان بومی کار می‌کند. پس از اتمام کارش، سابوگال می‌گوید: «اصولاً وقتی وارد موزه یا گالری می‌شوم. . . من هرگز خود را در هنر بازنمایی نمی‌کنم. و بنابراین، بسیاری از موضوعات… و چیزهایی که برای تحقیق انتخاب کردم و سپس روی آنها نقاشی کردم، راه‌هایی هستند که می‌توانم خودم را در هنر ببینم. و این یک زن رنگین پوست، یک دگرباش، یک دختر مهاجر است.» سابوگال داستان افرادی را روایت می‌کند که بستری برای صحبت کردن ندارند. علاوه بر این، هر قطعه را در مورد شخصی که او است فراهم می‌کند، زیرا او در سطوحی با آنها ارتباط برقرار می‌کند.

## آثار برگزیده

### «این نوع عشق» و «برتری سفید مرا می‌کشد»
هنر سابوگال به نام "این نوع عشق " ، او پیامی در مورد رابطه بین دختران دیگر و زنان بومی ایجاد می‌کند تا بر موضوع تأیید خود تأکید کند. در تصویر ارائه شده توسط عوض و واگنر، این نقاشی دو زن را نشان می‌دهد که از پایین به دیگری نگاه می‌کنند. سابوگال نقاشی‌های دیواری خود را ابتدا با بررسی محیط و مکانی که آثارش در آن نشان داده می‌شود و سپس با پرداختن به مسائل مربوط به منطقه، از جمله تصویر مثبت افراد دگرباش و مهاجران، ایجاد می‌کند. نقاشی‌های دیواری سابوگال به نقاط عطفی جامعه تبدیل شده‌است، مانند نقاشی او از یک زن بومی که پلاکاردی را در دست دارد که روی آن نوشته شده بود «برتری سفیدها مرا می‌کشد» که برای ارسال پیامی سیاسی در مورد اینکه چگونه برتری سفید بر مردم بومی سرکوب می‌کند ایجاد شده‌است. نقاشی‌های دیواری او پیام‌هایی را به تصویر می‌کشید که تلاش می‌کردند گروه‌های اقلیت تحت ستم را تقویت و ارتقا دهند، با تمرکز ویژه بر زنان و افراد دگرباش که حقوقشان نقض می‌شود.

### "زنان کامل هستند! (اگر به آنها اجازه دهید)"
در سال ۲۰۱۴ سابوگال یک کمپین هنری با عنوان «زنان عالی هستند!» برگزار کرد، نمایشگاهی که بسیاری از آثار او را به اضافه آثار ارسال شده توسط ۲۷ زن خودشناس دیگر از سراسر کشور به نمایش گذاشت. هدف از این کمپین ادای احترام به هویت زنانه، به‌ویژه تجارب زیسته زنان بومی و زنان رنگین‌پوست بود که از روایت غالب «زنانگی» کنار گذاشته شده‌اند.

#### زنان نقاشی دیواری عالی هستند
نقاشی دیواری زنان کامل هستند یک نقاشی دیواری با ابعاد ۴۵ در ۹ اینچ است که در سال ۲۰۱۳ برای قدردانی از زنانی که بیشتر از ۴۹ سال جنگ داخلی کلمبیا متأثر شدند، نقاشی شده‌است. این نقاشی دیواری چهار زن مختلف را در پس زمینه آبی به تصویر می‌کشد. اولین دختر از سمت چپ یک نوجوان است که کلاه بر سر دارد. او بدون لبخند اما پر از دغدغه و رنج جنگ به آسمان نگاه می‌کند. دختر دوم از سمت چپ، زن خاورمیانه ای با چادر است. او مانند یک شخصیت شجاع به نظر می‌رسد که مردم را به مقاومت و مبارزه دعوت می‌کند. درست همان‌طور که این رقم نشان می‌دهد، در طول جنگ داخلی، زنان زیادی وجود داشتند که مشوق و وقف پیشرفت‌های اجتماعی بودند. به عنوان مثال، در او.پی. ایی (سازمان مردمی زنان)، زنان علیه محدودیت‌های حقوق و آزادی‌ها مبارزه کردند و درگیر پیوند زنان و خانواده‌های آواره برای ارائه خدمات اولیه و آموزش زنان جوان برای توسعه رهبری شدند. دختر کوچک سمت راست زن خاورمیانه نیز کلاه بر سر دارد. او آزادانه می‌خندد با لبخندی پاک، معصوم و بی خیال. آخرین زن سمت راست نگاه خود را با استحکام می‌نشاند. او کارمن رامیرز بوسکان، رهبر مردم بومی وایو لاگواجیرا، کلمبیا است. در این نقاشی دیواری، او نمادی برای حقوق زنان و صدای زنانه است که در رسانه‌های جریان اصلی شنیده نمی‌شود. این چهار زن جمعیت عمده زنان را تشکیل می‌دهند. در جامعه زنانی با نگرانی و ترس هستند که نیاز به کمک و حمایت دارند. زنان قدرتمندی هستند که آماده مبارزه با مبارزه هستند و برای مقابله با مبارزات اقداماتی انجام می‌دهند. زنان امیدوار، بی گناه و پاکی وجود دارند که به جای جنسیت زده شدن باید مورد احترام، قدردانی قرار گیرند. زنان مؤمن و شجاعی هم هستند که می‌خواهند صدایشان شنیده شود. متأسفانه جامعه کلمبیا به زنان فرصتی برای دیده شدن و شنیده شدن نمی‌داد. احساسات آنها مورد توجه قرار نگرفت و تلاش‌هایی که انجام دادند نادیده گرفته شد.
سابوگال می‌خواهد از این نقاشی دیواری برای نشان دادن ارزش‌های زنان استفاده کند. زنان نه تنها از موقعیت اجتماعی پایین‌تری برخوردارند، بلکه از خشونت علیه خود، هم از تجاوز جنسی و هم از خشونت شریک جنسی، رنج می‌برند. برای آنها مشکلات کوتاه مدت و طولانی مدت از جمله آسیب جسمی و بیماری، علائم روانی و در موارد شدید مرگ به همراه دارد. سابوگال پس از اطلاع از اینکه ۱۸ درصد از زنان کلمبیایی بین سال‌های ۲۰۰۱ تا ۲۰۰۹ قربانی خشونت جنسی شده‌اند، می‌خواست از این اثر هنری برای تشویق زنان به پذیرش کمال خود و انتقاد از جنایات علیه بشریت استفاده کند. این نقاشی دیواری ساده اما قدرتمند است. این پیام را می‌دهد که زنان بزرگ هستند و باید آنها را دوست داشت، به آنها احترام گذاشت، تکریم کرد و عمیقاً به یاد آورد.

### عدالت برای همه زنان بومی
هنگامی که برای نقاشی دیواری در کانادا سفارش داده شد، سابوگال شروع به تحقیق بیشتر در مورد رویدادهای نگران کننده در این منطقه کرد. به گفته سابوگال، او به سرعت متوجه شد که «۳۰۰۰ زن بومی از سال ۱۹۸۰ مفقود شده یا به قتل رسیده‌اند.» بیشتر نگران کننده برای یافته‌های او این است که زنان بومی بیشتر قربانی این نوع خشونت می‌شوند. در سال ۲۰۱۴، سابوگال نقاشی دیواری عدالت برای همه زنان بومی را خلق کرد. این یک محصول زیبا بود که توجه را به یک موضوع جدی جلب می‌کرد. رنگ‌های این قطعه فوق‌العاده پررنگ است که هدف سابوگال نیز همین است. او می‌خواهد توجه عموم را به خود جلب کند، «حتی اگر به صورت ناخودآگاه باشد.» در مرکز این قطعه یک زن بومی خندان قرار دارد. این موضوع اجتماعی اکنون چهره ای دارد و همدلی را ایجاد می‌کند که سابوگال امیدوار بود با کار خود به آن دست یابد.

### وجود ما دیگر خاموش نخواهد شد
یکی از پروژه‌های بزرگ سابوگال یک نقاشی دیواری با ارتفاع ۳۰ فوت است که در مونترال واقع شده‌است. این فیلم که در سال ۲۰۱۵ و در جریان همگرایی سالانه هنر خیابانی استعمارزدایی ساخته شد، یک زوج لزبین را در کنار جمله «وجود ما دیگر ساکت نخواهد شد، ما نیازی به توضیح، عذرخواهی یا تأیید نداریم» را به تصویر می‌کشد. تصویر اصلی استفاده شده برای این نقاشی دیواری نیز بخشی از کمپین هنری عمومی «ما مردم» شپرد فرلی است و به یک تصویر سیاسی و پوستر محبوب در جامعه دگرباش و فعال تبدیل شده‌است.

### (این محله برای فروش نیست)
در ۹ ژوئن ۲۰۱۸، نقاشی دیواری سابوگال که هنرمند و فعال الا مندوزا را به تصویر می‌کشد، رونمایی شد. نقاشی دیواری با عنوان "Este Barrio No Se Vende (این محله برای فروش نیست)" در سالت لیک سیتی کشیده شد. سابوگال بیان می‌کند که ترجیح می‌دهد در شهرهای کوچک‌تر مانند سالت لیک سیتی کار کند، زیرا احساس می‌کند اثر هنری تأثیر بیشتری دارد و این تأثیر شدیدتر توسط بیننده احساس می‌شود. این نقاشی دیواری برای افراد جامعه ای که نسل‌های زیادی در منطقه دریاچه نمک غربی زندگی و کار کرده‌اند ساخته شده‌است. سابوگال بیان می‌کند که هدف اصلی او از نقاشی دیواری این است که "... کنجکاو کردن شما در مورد دلهره شما از کار، نشستن در آن و گفتگوهای ناراحت کننده در مورد آن."

### "در این کلاس درس، دیواری وجود ندارد"
در فوریه ۲۰۱۹، سابوگال یک نقاشی دیواری با عنوان "در این کلاس درس، دیواری وجود ندارد" را که در دانشگاه ایالتی کالیفرنیا سن مارکوس کشیده شده بود، نشان داد. این نقاشی دیواری در کتابخانه مدرسه قرار دارد و ۷۶۰ فوت مربع از یک دیوار روی راه پله را پوشش می‌دهد. این نقاشی دیواری شش دانش‌آموز و فارغ‌التحصیل را به تصویر می‌کشد که در مدرسه تحصیل می‌کنند و آنها به منظور نشان دادن ملیت‌ها، هویت‌ها، جنسیت‌ها، جنسیت‌ها، توانایی‌ها و سایر جنبه‌های زندگی که دانش‌آموزان در مدرسه ممکن است با آنها روبرو شوند انتخاب شده‌اند. سابوگال می‌گوید: «وقتی این نقاشی دیواری را تصور می‌کردم، قبل از اینکه دانش‌آموزانی را ببینم، نمی‌خواستم شادی را به تصویر بکشم - حتی اگر ممکن است برای دیگران شادی، اعتبار یا قابل مشاهده باشد - می‌خواستم نقاشی دیواری بی‌باکی را در آزمودنی‌ها برانگیزد، کسانی که در مورد یک جبهه متحد بدون توجه به هویتشان و ایستادن در پشت پیام جدی بودند."
از دختران ترنس خود محافظت کنید
از دختران ترنس خود محافظت کنید نقاشی دیواری است که توسط هنرمند گرافیتی جسیکا سابوگال و شانا استراوس به افتخار چینا گیبسون، که در نیواورلئان به قتل رسید، کشیده شد. افتتاحیه بزرگ نقاشی دیواری (واقع در کنار کتابخانه اسطوخودوس در ساکرامنتو، کالیفرنیا) در ۳۱ مارس ۲۰۱۸ برگزار شد، «مصادف با رویداد شناخته شده بین‌المللی به نام روز دید ترنسجندرها، روزی که به جشن گرفتن جامعه ترنسجندر و افزایش آگاهی از تبعیض‌هایی که ترنس‌ها در سراسر جهان با آن مواجه هستند.» نقاشی دیواری مادر گیبسون است که او را با دستانش بالا گرفته‌است، با بیانیه ای مبنی بر تمایل مادرش برای حمایت از گیبسون نه تنها با افتخار، بلکه «او را در زندگی از طریق تصدیق بهزیستی، هویت و روحیه ارتقا دهد.» این نقاشی دیواری آزمایش‌ها و مصیبت‌هایی را که زنان ترنس سیاه‌پوست در حال حاضر تجربه می‌کنند، روشن می‌کند. این یک پیام سیاسی از سوی سابوگال است که نمی‌توان آن را انکار کرد یا نادیده گرفت زیرا پیام به صورت عمومی برای دیدن همه قرار داده شده‌است. سابوگال ادعا می‌کند که «مورالیسم به جای تلاش برای گرفتن چیزی از ما اعتبار می‌آورد».

## فهرست آثار و نمایشگاه‌ها
| عنوان                                                                      | سال       | محل                                                   | تایپ کنید           |
| -------------------------------------------------------------------------- | --------- | ----------------------------------------------------- | ------------------- |
| Womyn So Empowered خطرناک هستند                                            | ۲۰۱۰      | نورث همپتون، ماساچوست                                 | نمایشگاه انفرادی    |
| "La Mujer Es Mi Religión"                                                  | ۲۰۱۰      | اوکلند، کالیفرنیا                                     | نمایشگاه انفرادی    |
| حرامزاده از کارولینا خارج شد                                               | ۲۰۱۱      | هیچ‌یک                                                 | طراحی جلد کتاب      |
| پنل‌های فیس بوک                                                             | ۱۰۱۱      | دفتر مرکزی فیس بوک - منلو، پارک                       | پانل‌هایی با تم دیوا |
| ادای احترام به مصر                                                         | ۲۰۱۰/۲۰۱۱ | هیچ‌یک                                                 | استنسیل بیمار       |
| زنان کامل هستند! (اگر به آنها اجازه دهید)                                  | ۲۰۱۴      | La Galeria de La Raza                                 | نمایشگاه مشارکتی    |
| ناشناخته                                                                   | ۲۰۱۳      | بوگوتا، کلمبیا                                        | نقاشی دیواری        |
| جوانان بسیار تحصیل کرده خطرناک هستند                                       | ۲۰۱۳/۲۰۱۴ | 24th و برایانت، سانفرانسیسکو                          | نقاشی دیواری مشترک  |
| بهتر از کامل                                                               | ۲۰۱۴      | گالری بتی اونو، اوکلند                                | نمایشگاه انفرادی    |
| عدالت برای همه زنان بومی                                                   | ۲۰۱۴      | مونترال، قلمرو واگذار نشده                            | نقاشی دیواری        |
| لوس هیخوس انقلاب                                                           | ۲۰۱۵      | استیونسون و ششم، سانفرانسیسکو                         | نقاشی دیواری        |
| کمال حق من است                                                             | ۲۰۱۵      | استیونسون و ششم، سانفرانسیسکو                         | نقاشی دیواری        |
| ما کسانی هستیم که منتظرشان بودیم                                           | ۲۰۱۵      | مرکز شهر اوکلند                                       | نقاشی دیواری        |
| وجود ما دیگر خاموش نخواهد شد. ما نیازی به توضیح، عذرخواهی یا تأیید نداریم. | ۲۰۱۵      | مونترال، مناطق واگذار نشده Kanien'kéhá:ka و Algonquin | نقاشی دیواری        |
| تویپورینا                                                                  | ۲۰۱۵      | مرکز فرهنگی رسالت                                     | نقاشی دیواری        |
| لوس گوردوس                                                                 | ۲۰۱۶      | مکلا                                                  | نقاشی دیواری        |
| Womxn عالی هستند!                                                          | ۲۰۱۶      | Galería de la Raza، سانفرانسیسکو، کالیفرنیا           | نمایشگاه گروهی      |
| برتری سفید مرا می‌کشد                                                       | ۲۰۱۷      | مونترال، مناطق واگذار نشده Kanien'kéhá:ka و Algonquin | نقاشی دیواری        |
| از دختران ترنس خود محافظت کنید                                             | ۲۰۱۸      | ساکرامنتو، کالیفرنیا                                  | نقاشی دیواری        |
| در این کلاس، دیواری وجود ندارد                                             | ۲۰۱۹      | دانشگاه ایالتی کالیفرنیا، سن مارکوس، کالیفرنیا        | نقاشی دیواری        |